# إديفيل (كنتاكي)
إديفيل (بالإنجليزية: Eddyville, Kentucky)‏ هي مدينة تقع في مقاطعة ليون، كنتاكي بولاية كنتاكي في وسط جنوب شرق الولايات المتحدة. تبلغ مساحة هذه المدينة 20.1 (كم²)، وترتفع عن سطح البحر 155 م، بلغ عدد سكانها 2554 نسمة في عام 2000 حسب إحصاء مكتب تعداد الولايات المتحدة وتصل الكثافة السكانية فيها 135.6 نسمة/كم2.

## التركيبة السكانية
حدّد مكتب تعداد الولايات المتحدة بيانات التركيبة السكانية لإديفيل في تعداد الولايات المتحدة. في ما يلي، التركيبة السكانية حسب تعدادي 2000 و2010.

### تعداد عام 2000
بلغ عدد سكان إديفيل 2,350 نسمة بحسب تعداد عام 2000، وبلغ عدد الأسر 733 أسرة وعدد العائلات 453 عائلة مقيمة في المدينة. في حين سجلت الكثافة السكانية 117.6 نسمة لكل كيلومتر مربع (304.6/ميل2). وبلغ عدد الوحدات السكنية 882 وحدة بمتوسط كثافة قدره 44.1 لكل كيلومتر مربع (114.2/ميل2).
وتوزع التركيب العرقي للمدينة بنسبة 85.96% من البيض و12.72% من الأمريكيين الأفارقة و0.26% من الأمريكيين الأصليين و0.13% من الأمريكيين ذوي الأصول الآسيوية و0.30% من الأعراق الأخرى و0.64% من عرقين مختلطين أو أكثر و0.98% من الهسبانيون أو اللاتينيون من أي عرق.
بلغ عدد الأسر 733 أسرة كانت نسبة 25.8% منها لديها أطفال تحت سن الثامنة عشر تعيش معهم، وبلغت نسبة الأزواج القاطنين مع بعضهم البعض 48.8% من أصل المجموع الكلي للأسر، ونسبة 10.9% من الأسر كان لديها معيلات من الإناث دون وجود شريك،  بينما كانت نسبة 2% من الأسر لديها معيلون من الذكور دون وجود شريكة وكانت نسبة 38.2% من غير العائلات. تألفت نسبة 36.3% من أصل جميع الأسر من عدة أفراد يعيشون في نفس المنزل ونسبة 17.5% كانت تتألف من شخص يعيش بمفرده يبلغ من العمر 65 عاماً أو أكثر. وبلغ متوسط حجم الأسرة المعيشية 2.10، أما متوسط حجم العائلات فبلغ 2.71.
بلغ العمر الوسطي للسكان 37.8 عاماً. وكانت نسبة 13.3% من القاطنين تحت سن الثامنة عشر، وكانت نسبة 4.4% بين الثامنة عشر والرابعة والعشرين عاماً، ونسبة 17.1% كانت واقعةً في الفئة العمرية ما بين الخامسة والعشرين والرابعة والأربعين عاماً، ونسبة 16.9% كانت ما بين الخامسة والأربعين والرابعة والستين، ونسبة 13.6% كانت ضمن فئة الخامسة والستين عاماً فما فوق. يوجد لكل 100 أنثى 85.3 ذكر، ويوجد لكل 100 أنثى في الثامنة عشر من عمرها فما فوق 79.2 ذكر.
بلغ متوسط دخل الأسرة في المدينة 28,472 دولارًا، أما متوسط دخل العائلة فبلغ 44,000 دولارًا. وكان متوسط دخل الذكور 37,778 دولارًا مقابل 21,845 دولارًا للإناث. وسجل دخل الفرد الخاص بالمدينة 14,591 دولارًا. وكانت نسبة 11.9% من العائلات ونسبة 14% من السكان تحت خط الفقر، وكان من هؤلاء نسبة 15.2% تحت سن الثامنة عشر ونسبة 16.2% في الخامسة والستين من العمر وما فوق.

### تعداد عام 2010
بلغ عدد سكان إديفيل 2,554 نسمة بحسب تعداد عام 2010، وبلغ عدد الأسر 790 أسرة وعدد العائلات 468 عائلة مقيمة في المدينة. في حين سجلت الكثافة السكانية 127.8 نسمة لكل كيلومتر مربع (331.0/ميل2). وبلغ عدد الوحدات السكنية 918 وحدة بمتوسط كثافة قدره 45.9 لكل كيلومتر مربع (118.9/ميل2).
وتوزع التركيب العرقي للمدينة بنسبة 83.71% من البيض و13.86% من الأمريكيين الأفارقة و0.16% من الأمريكيين الأصليين و0.31% من الأمريكيين ذوي الأصول الآسيوية و0.04% من سكان جزر المحيط الهادئ و0.51% من الأعراق الأخرى و1.41% من عرقين مختلطين أو أكثر و1.53% من الهسبانيون أو اللاتينيون من أي عرق.
بلغ عدد الأسر 790 أسرة كانت نسبة 27.1% منها لديها أطفال تحت سن الثامنة عشر تعيش معهم، وبلغت نسبة الأزواج القاطنين مع بعضهم البعض 43.5% من أصل المجموع الكلي للأسر، ونسبة 11.9% من الأسر كان لديها معيلات من الإناث دون وجود شريك،  بينما كانت نسبة 3.8% من الأسر لديها معيلون من الذكور دون وجود شريكة وكانت نسبة 40.8% من غير العائلات. تألفت نسبة 37.3% من أصل جميع الأسر من عدة أفراد يعيشون في نفس المنزل ونسبة 15.6% كانت تتألف من شخص يعيش بمفرده يبلغ من العمر 65 عاماً أو أكثر. وبلغ متوسط حجم الأسرة المعيشية 2.14، أما متوسط حجم العائلات فبلغ 2.80.
بلغ العمر الوسطي للسكان 40.4 عاماً. وكانت نسبة 14.6% من القاطنين تحت سن الثامنة عشر، وكانت نسبة 8.7% بين الثامنة عشر والرابعة والعشرين عاماً، ونسبة 35% كانت واقعةً في الفئة العمرية ما بين الخامسة والعشرين والرابعة والأربعين عاماً، ونسبة 28.9% كانت ما بين الخامسة والأربعين والرابعة والستين، ونسبة 12.8% كانت ضمن فئة الخامسة والستين عاماً فما فوق. وتوزع التركيب الجنسي للسكان بنسبة 64.8% ذكور و35.2% إناث.

## أعلام
- بيل كونينغهام
- جو فولكس
- جون لونغ روث

## وصلات خارجية
- The US50 - Cities and Towns in Kentucky State